# Aitchison-Steppenkerze
Die Aitchison-Steppenkerze (Eremurus aitchisonii) ist eine Pflanzenart aus der Gattung Steppenkerzen (Eremurus) in der Unterfamilie der Affodillgewächse (Asphodeloideae).

## Merkmale
Die Aitchison-Steppenkerze ist eine ausdauernde, krautige Pflanze, die ein Rhizom ausbildet und Wuchshöhen von (90) 120 bis 200 Zentimeter erreicht. Die Laubblätter sind grasgrün, geflügelt gekielt, fast flach und 30 bis 50 (80) Millimeter breit. Der Blütenstand ist locker. Die Perigonblätter besitzen eine Länge von 20 bis 24 Millimeter und sind rosa gefärbt mit gelbem Grund. Die inneren Perigonblätter haben beinahe die doppelte Breite als die äußeren. Die Kapselfrüchte weisen einen Durchmesser von 15 bis 20 Millimeter auf.
Die Blütezeit liegt im Mai.

## Vorkommen
Die Aitchison-Steppenkerze kommt in Pakistan in Chitral sowie in Ost- und Nordost-Afghanistan, West- und Süd-Pamir-Alai und in West-Tianschan im Fergana-Gebirge auf offenen steinigen und feinerdereichen Hängen in Höhenlagen von 1000 bis 3000, zum Teil bis 3300 Meter vor.

## Nutzung
Die Aitchison-Steppenkerze wird selten als Zierpflanze genutzt.

## Belege
- Eckehart J. Jäger, Friedrich Ebel, Peter Hanelt, Gerd K. Müller (Hrsg.): Exkursionsflora von Deutschland. Begründet von Werner Rothmaler. Band 5: Krautige Zier- und Nutzpflanzen. Springer, Spektrum Akademischer Verlag, Berlin/Heidelberg 2008, ISBN 978-3-8274-0918-8.